# ゲーリー・B・メジボフ
ゲーリー・B・メジボフ（Gary B. Mesibov）は、アメリカ合衆国の心理学者。ノースカロライナ大学チャペルヒル校の心理学名誉教授、TEACCHプログラム2代目ディレクターを務めた。

## 経歴
1967年にスタンフォード大学にて心理学の学士を取得。1968年にミシガン大学で発達心理学の修士号、1974年にはブランダイス大学で心理学の博士号を取得。
1974年にノースカロライナ大学チャペルヒル校に着任。
1988年から1992年にはTEACCH部門の共同ディレクター、1993年1月から2009年12月までは、エリック・ショプラーの後を継いで単独ディレクターを務めた。

## 所属学会
- アメリカ心理学会（1974年～）
- アメリカ自閉症協会（1979年～）

## 受賞歴
- 2010年 - アメリカ知的・発達障害学会（英語版）より「障害者支援功労賞」を受賞
- 2010年 - アメリカ自閉症協会より、長年にわたり自閉スペクトラム症の分野に多大な貢献をした人物に授与される最高賞「創設者賞」を受賞[4]

## 著書
- TEACCHとは何か―自閉症スペクトラム障害の人へのトータル・アプローチ
- 自閉症の理解
- アスペルガー症候群と高機能自閉症: その基本的理解のために
- Autism: What Does It Mean to Me?
- Autism Through a Sister's Eyes
- Designing Comprehensive Interventions for High-Functioning Individuals With Autism Spectrum Disorders
- The TEACCH Approach to Autism Spectrum Disorders
- Learning and Cognition in Autism (Current Issues in Autism)